# Löttjärnen (Torrskogs socken, Dalsland, vid Kölvikstjärnet)
Löttjärnen är en sjö i Bengtsfors kommun i Dalsland och ingår i Göta älvs huvudavrinningsområde. Vid provfiske har abborre fångats i sjön.